# Вардар (станція метро)
Вардар (болг. Вардар) — спільна станція Першої та Четвертої ліній Софійського метрополітену, введена в експлуатацію 28 січня 1998 року.

## Розташування
Станція розташована між кварталом «Західний парк» (болг. Западен парк), Гевгелійським кварталом (болг. квартал «Гевгелийски»), під бульваром Цариці Іоанни (болг. булевард «Царица Йоанна») на пертині з бульваром «Вардар» болг. булевард «Вардар»). Станція метро має чотири входи на чотирьох сторонах перехрестя.
Колонна трипрогінна, мілкого закладення. Стіни облицьовані загартованим склом, виконані у червоно-чорних та помаранчево-чорних тонах.